# Psectrodes abrasalis
Psectrodes abrasalis är en fjärilsart som beskrevs av Walker 1858. Psectrodes abrasalis ingår i släktet Psectrodes och familjen mott. Inga underarter finns listade i Catalogue of Life.